# Nowooleksandriwka (Kropywnyzkyj, Snamjanka)
Nowooleksandriwka (ukrainisch Новоолександрівка; russisch Новоалександровка Nowoaleksandrowka) ist ein Dorf in der Oblast Kirowohrad in der Ukraine.

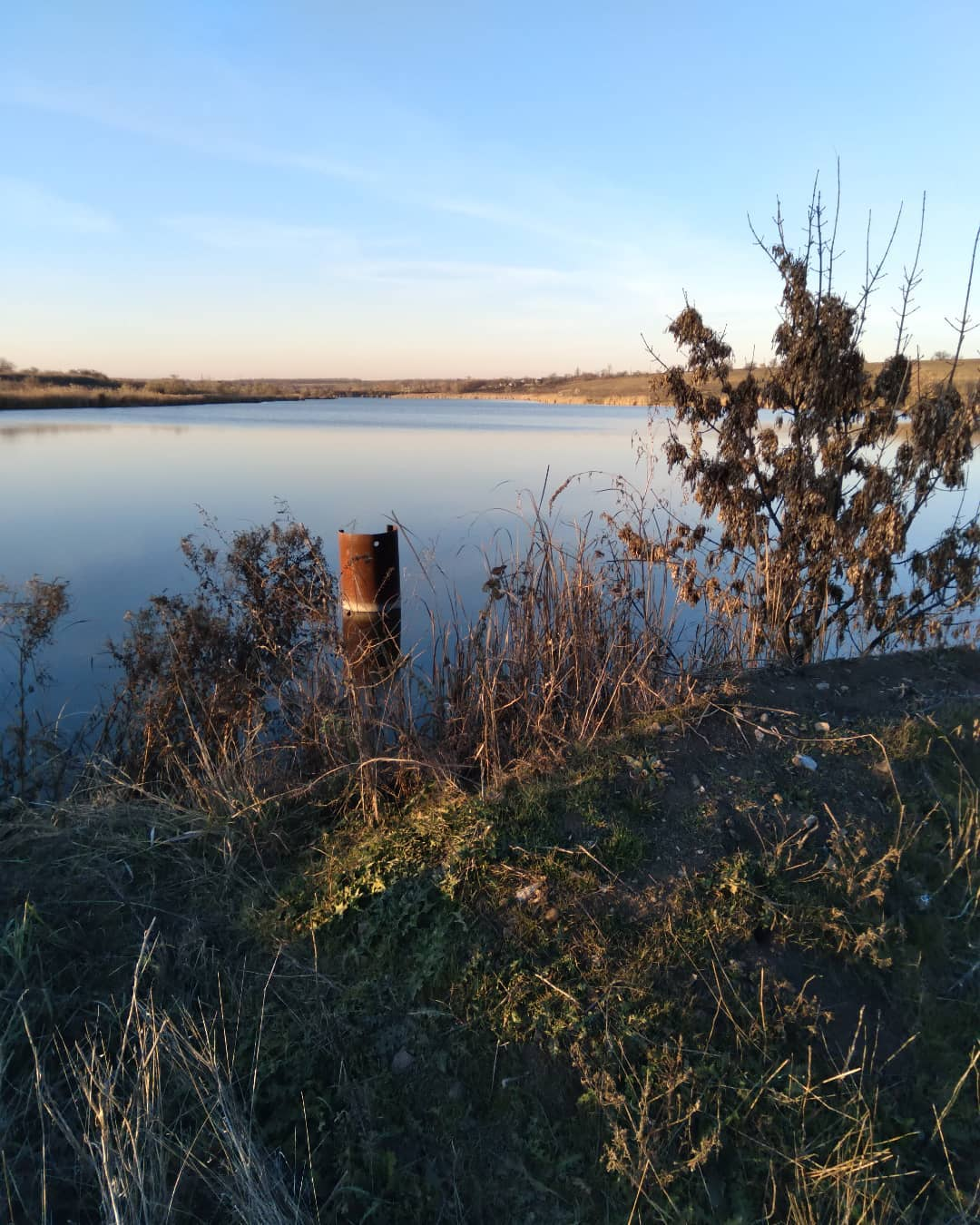
Staudamm im Dorf

## Geographie
Dieses Dorf liegt 10 km südlich der Stadt Snamjanka. Durch sein Gebiet fließt der Fluss Balka Orlowa.

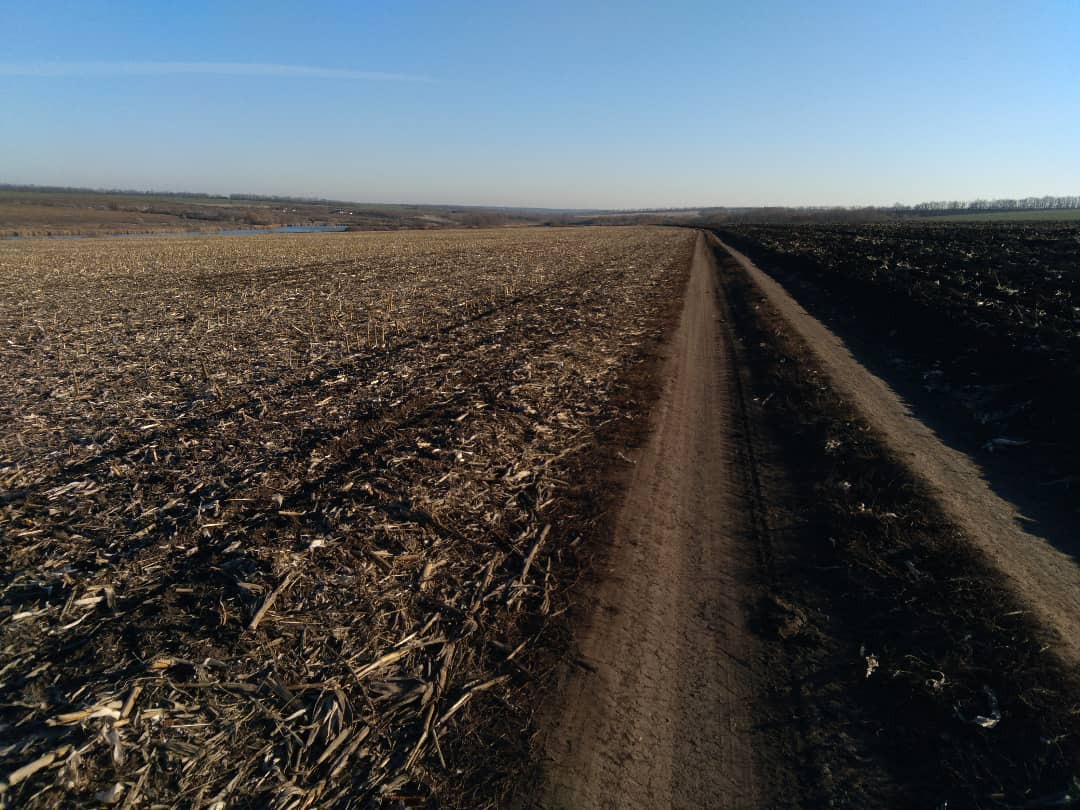
Blick auf das Dorf von Norden

Am 12. Juni 2020 wurde das Dorf ein Teil der neugegründeten Stadtgemeinde Snamjanka, bis dahin war es Teil der Landratsgemeinde Petrowe im Zentrum des Rajons Snamjanka.
Am 17. Juli 2020 kam es im Zuge einer großen Rajonsreform zum Anschluss des Rajonsgebietes an den Rajon Kropywnyzkyj.

## Bevölkerung
Nach seiner Gründung wurde es Deinegivka genannt, zu Ehren des Gutsbesitzers Deineg.
Im 1930er Jahre wurde es umbenannt.
Während des Holodomors von 1932–1933 starben hier 43 Bewohner.
Während des Zweiten Weltkriegs bereitete die Anwohnerin Lukia Statschenko (1879–1973) Brot für die Schwarzwälder Partisanen zu, am Rande der Stadt Snamjanka.

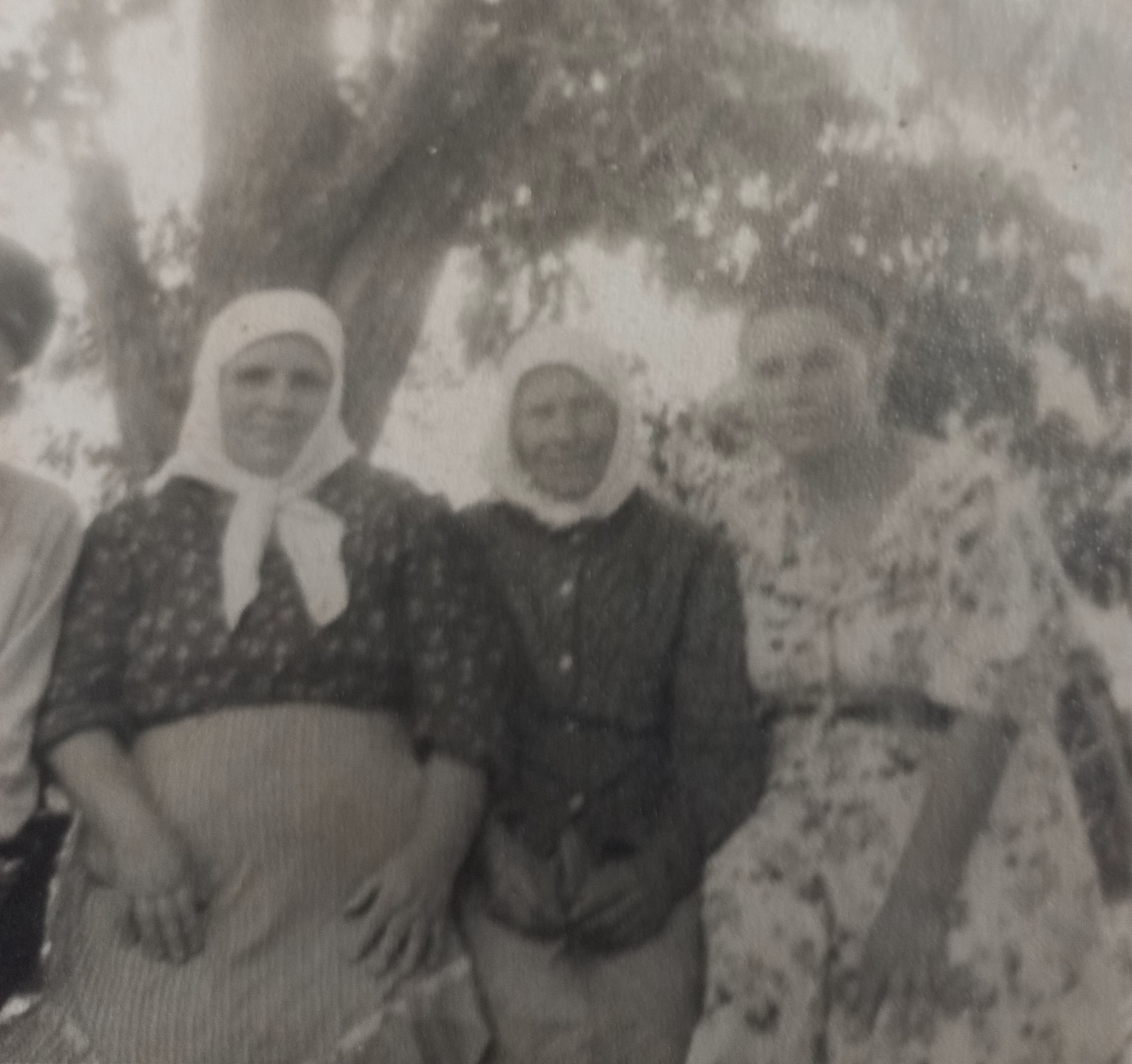
Lukia, in der Mitte, mit seiner Familie, 1955

In den 1960er Jahren begannen die Einheimischen aufgrund der Industrialisierung massenhaft nach Petrowe zu ziehen.
Im Jahr 2001 lebten hier 52 Menschen und im Jahr 2021 nur noch 2 Personen. Aufgrund der russischen Invasion in der Ukraine wurde das Dorf verlassen.